# Николаевская агломерация
Николаевская агломерация (укр. Миколаївська агломерація) — городская агломерация в Николаевской области Украины с центром в городе Николаев. Расположена в устье Южного Буга, на перепутье главных транспортных путей. Является центром машиностроительной промышленности и развитого сельскохозяйственного района. В агломерации развиты виноградарство и садоводство, работает крупный морской порт. Агломерацию обслуживает Одесский международный аэропорт.
Включает в себя:
- города: Николаев.
- районы: Николаевский район, Новоодесский район.

Примерная статистика:
- Численность населения — 591,3 тыс. чел.
- Площадь — 3 040 км².
- Плотность населения — 194,5 человек/км².